# Canon EOS 80D
70D 90D
Le Canon EOS 80D est un appareil photographique reflex numérique construit par Canon.
Il s'agit d'un appareil de milieu de gamme et le plus complet des boitiers reflex experts de la marque au format APS-C, annoncé le 18 février 2016, successeur du Canon EOS 70D.
Comme l'EOS 70D, l'EOS 80D est doté d’un capteur AF CMOS Dual Pixel, technologie permettant une analyse de l’image pour la mise au point de sujets (ou du cadre) en mouvement.
Le boitier est très similaire à celui de son prédécesseur apportant une amélioration de la vidéo qui offre maintenant la définition FHD (1920x1080) à 60 fps au lieu de 30. La 4K n'est en revanche toujours pas supportée.
Les progrès concernent aussi le capteur qui offre, outre une définition un peu plus élevée de 24 millions de pixels, une gamme dynamique maximale de 13,2 EV à 100 ISO. Les performances des capteurs de générations précédentes produits par Canon étaient limitées à moins de 12 EV là où la concurrence atteint et dépasse 14 EV en format APS-C. Cela répond à une critique récurrente des utilisateurs et permet un meilleur rattrapage des ombres dans les images retranscrivant des scènes à très fort contraste.

## Description
- Capteur CMOS APS-C (22,3 mm × 14,9 mm)
- Définition : 24,2 millions de pixels
- Ratio image : 3:2
- Objectifs EF et EF-S
- Processeur d'images : DIGIC 6
- Viseur : Pentaprisme avec couverture d'image d'environ 100 %
- Mode Live View avec couverture 100 % et 30 images par seconde
- Autofocus : 45 collimateurs croisés
- Mesure lumière : capteur RVB + IR de 7560 pixels
- Vidéo Full-HD 1080p à 60/50 images/s avec autofocus continu (AF CMOS Dual Pixel)
- Enregistrement des vidéos aux formats MOV et MP4
- Écran tactile 3 pouces orientable
- Flash intégré
- Fonction HDR
- Fonction time-lapse (en mode photo et en mode vidéo)
- Connexions NFC et Wi-Fi